# ẞ
 Ikke at forveksle med β.
ẞ (stort bogstav) og ß (lille bogstav) er et specielt bogstav i tysk retskrivning, hvor det bærer navnet Eszett (= "s-z") eller scharfes S ("skarpt s"). På dansk betegnes bogstavet dobbelt-s og hed tidligere skillings-s. Det bruges i tysk til at gengive en ustemt s-lyd. Ved alfabetisering skal ß behandles som et ss. Tegnet bør ikke forveksles med det græske bogstav β (beta), ej heller med et stort B.
Brugen af bogstavet er i tysk nødvendiggjort af, at /s/-fonemet (ustemt s), der opstår som følge af den højtyske lydforskydning, kan stå i fonologisk modsætning til /z/-fonemet (stemt s), der skrives med s; eksempelvis Bußen /'bu:sən/, "bodshandlinger, bøder" versus Busen /'bu:zən/, "barm"; fließen /'fli:sən/, "flyde" versus Fliesen /'fli:zən/, "fliser"; Muße /'mu:sə/, "fritid" versus Muse /'mu:zə/, "muse"; reißen /'rajsən/, "rive" (vb.) versus reisen /'rajzən/ "rejse" (vb.); Weiße /'vajsə/, "hvedeøl" versus Weise /'vajzə/, "vis, måde".
På tysk falder /s/ og /z/ sammen i /s/ i final stilling (i slutningen af ordet); forskellen mellem skriftens ß og s opretholdes her for at have konstans i stavemåden mellem ordformer med finalt sammenfald og ordformer, hvor /s/-/z/-forskellen er eksisterende i medial stilling (inde i ordet), fx groß /'gro:s/, "stor" ~ Größe /'grø:sə/, "størrelse" versus los /'lo:s/, "løs" ~ löse /'lø:zə/, "(jeg) løser".
Forskellen mellem ß og ss, der også står for /s/, gør det muligt at at aflæse længden af den foregående vokal. ẞ bruges nemlig efter en lang vokal (eller en diftong), hvorimod ss bruges efter korte vokaler. Det gør det muligt at skelne mellem eksempelvis Buße /'bu:sə/, "bod, bøde" og Busse /'bʊsə/, "busser"; mellem Floß /'flo:s/, "flåde" og floss /'flɔs/, "flød"; mellem Maße /'ma:sə/, "mål (pl.)" og Masse /'masə/, "masse"; mellem Schoß /'ʃo:s/, "skød" (sb.) og Schoss /'ʃɔs/, "(plante)skud".
Ovenstående nugældende regel kom med retskrivningsreformen af 1996. Før den tid hed reglen: »For dobbelt s anvendes tegnet ß undtagen mellem to vokaler, hvoraf den første er kort«. Men vokallængde kan godt være et problem for dialekttalende, for det kan være en variabel størrelse. Før 1996 blev ordet for »at« skrevet »daß« og efter 1996 »dass«. – Laß das! (lad være) blev i 1996 til: Lass das! fordi vokalen er kort; men »Straße« hedder fortsat »Straße«, fordi vokalen er lang.
I 2017 indførtes majuskelbogstavet ẞ. Tidligere fandtes bogstavet officielt kun som minuskel.

## Historie
Bogstavet er opstået i middelalderen som en ligatur (sammenskrivning) af et gotisk ſ (såkaldt langt s, der ligner et f uden tværstreg) med et z - heraf navnet - eller med et s, heraf bogstavets mest almindelige udseende (på gadeskilte i fx Berlin anvendes dog endnu en sammenskrivning af ſ og z).
Bogstavet har også været brugt i andre sprog, før officiel retskrivning blev fastlagt, bl.a. dansk, engelsk og italiensk. I ældre dansk blev tegnet ß brugt som møntsymbol for skilling.
Indtil 2008 og officielt indtil 2017 fandtes ingen majuskel (versal, stort bogstav) af ß, da bogstavet ikke kan stå først i et ord. Når man skrev tekster med gennemgående majuskler, ændredes ß til SS, f.eks. Straße/STRASSE. Siden begyndelsen af det 20. århundrede fremkom dog gentagne gange idéer om at tilføje en majuskel-udgave af ß til det tyske alfabet. Den 4. april 2008 blev Unicode-tegnsættet på initiativ af det tyske institut for normering officielt suppleret med et sådant, så det blev teknisk muligt at bruge bogstavet i ord med gennemgående majuskler. Med offentliggørelsen af tilføjelsen 4:2008 til normen ISO/IEC 10646 den 23. juni 2008 blev det store ẞ international standard.
Forlaget Bibliographisches Institut & F. A. Brockhaus, som udgiver den tyske standardordbog Duden, forklarede i 2008 vedrørende dette i ordbogens E-Mail-Newsletter, at kravet om et stort ẞ var forståeligt.
Den 29. juni 2017 ændrede Rådet for tysk Retskrivning endeligt officielt de tyske retskrivningsregler og indførte det store ẞ. I dag svarer fx minuskelskriftens Straße derfor til majuskelskriftens STRAẞE. Det er dog stadig tilladt at skrive STRASSE, idet valgfriheden er bibeholdt, når der skrives med majuskler alene.
Tidligere kunne ß erstattes med SZ, især hvor der var forvekslingsmulighed med SS og i telex- og telegrafsprog. Det forekommer endnu sporadisk i militær sprogbrug.
I Schweiz og Liechtenstein bruges ß ikke; her skriver man altid ss og kan således ikke skelne mellem forudgående lang og kort vokal.

## Datalogi
| Tegn | Unicode Position | Unicode UTF-8 | Unicode betegnelse           | Betegnelse                 | HTML hexadecimal | HTML decimal | HTML navne-givet |
| ---- | ---------------- | ------------- | ---------------------------- | -------------------------- | ---------------- | ------------ | ---------------- |
| ß    | U+00DF           | %C3 %9F       | LATIN SMALL LETTER SHARP S   | Latinsk småbogstav Eszett  | &#x00DF;         | &#223;       | &szlig;          |
| ẞ    | U+1E9E           | %E1 %BA %9E   | LATIN CAPITAL LETTER SHARP S | Latinsk storbogstav Eszett | &#x1E9E;         | &#7838;      | -                |